# ジャブ・クハニール
ジャブ・クハニール（Jabu Khanyile、1957年2月28日 - 2006年11月11日）は、南アフリカ共和国のミュージシャン。ジャズバンドバイエッテのボーカリストであり、アフリカン・ミュージックの代表的な人物でもあった。

## 来歴
1996年、ブラックアフリカ音楽賞のベスト・アーチスト賞を受賞。彼自身はユッスー・ンドゥールやアンジェリーク・キジョーまたはパパ・ウェンバらとともに国際的な活動を積極的に行っており、またアフリカに散らばる個々の音楽スタイルを結合させて作り上げたアフリカ共通の音楽感性を存分に発揮した人物としても知られている。彼はマサイ族の民族衣装を纏い、トレードマークとなっていた東アフリカでは王族の象徴であるハエ払いを手にパフォーマンスを行っていた。
彼は、糖尿病と前立腺癌との闘病の末、2006年に亡くなった。

## ディスコグラフィー

### バイエッテ
- 1994年 - MMALO-WE
- 1996年 - UMKHAYA-LO
- 1997年 - AFRICA UNITE
- 1998年 - UMATHUMULA
- 1999年 - What About Tomorrow?
- 1999年 - The Price
- 2000年 - THOBEKILE
- 2001年 - UMBELE

### ソロ
- 2004年 ワンコロータ-Wankolota